# Groupe 1 du tableau périodique
Cet article court présente un sujet plus développé dans : métal alcalin.
Le groupe 1 du tableau périodique, dit des métaux alcalins, autrefois appelé groupe IA dans l'ancien système IUPAC et dans le système CAS, contient les éléments chimiques de la 1re colonne, ou groupe, du tableau périodique des éléments :
| Période | Élément chimique | Élément chimique | Z   | Famille d'éléments   | Configuration électronique[2] |
| ------- | ---------------- | ---------------- | --- | -------------------- | ----------------------------- |
| 1       | H                | Hydrogène        | 1   | Non-métal            | 1s1                           |
| 2       | Li               | Lithium          | 3   | Métal alcalin        | [He] 2s1                      |
| 3       | Na               | Sodium           | 11  | Métal alcalin        | [Ne] 3s1                      |
| 4       | K                | Potassium        | 19  | Métal alcalin        | [Ar] 4s1                      |
| 5       | Rb               | Rubidium         | 37  | Métal alcalin        | [Kr] 5s1                      |
| 6       | Cs               | Césium           | 55  | Métal alcalin        | [Xe] 6s1                      |
| 7       | Fr               | Francium         | 87  | Métal alcalin        | [Rn] 7s1                      |
| 8       | Uue              | Ununennium       | 119 | Élément hypothétique | [Og] 8s1                      |
Les éléments de ce groupe appartiennent au bloc s du tableau périodique. Hormis l'hydrogène, qui est un non-métal, et l'élément 119, qui est hypothétique, ils appartiennent tous à la famille des métaux alcalins.